# Инвестиционная стабильность
Инвестиционная стабильность — способности инвестиционной среды экономики обеспечивать необходимые свойства для поддержания связей между субъектом и объектом инвестиций достаточных пределах для достижения целей инвестирования, а также противодействовать дестабилизирующим  факторам и адаптироваться к новым условиям..
Одним из необходимых условий инвестиционной стабильности является инвестиционное равновесие, которое выступает как частичное макроэкономическое равновесие, которое характеризуется совокупной пропорциональностью инвестиционных ресурсов и их использования, оптимальной реализацией экономических интересов субъектов инвестиционной деятельности 
Инвестиционная стабильность определена как важнейшее условие динамичного и эффективного процесса капиталообразования, на всех уровнях экономической системы, способной противостоять возмущающим воздействиям.

## Понятие стабильности в классической период экономической мысли
Период классической экономической мысли формализовал идею стабильности в научную экономическую теорию. Представители меркантилистов и технократов считали основным источником национального богатства сферу торговли и производства. Физиократы считали, что «единственным источником богатства является природа, и потому основа благополучия наций — продукт, производимый сельским хозяйством. Промышленность — бесплодная сфера, а любое вмешательство правительства в экономику страны — бессмысленное занятие», богатство нации зависит от природных условий вне зависимости от воли государства. Соответственно, государство не должно вмешиваться в экономику.
Первые исследователи старались решить проблему стабильности экономики созданием эффективной системы распределения производственных ресурсов. Другие исследователи предлагали найти такую область экономики, стимулирование и развитие которой будет обеспечивать стабильность всему государству. По мнению физиократов, такой областью является сельское хозяйство, по мнению меркантилистов — торговля.

## Понятие стабильности в трудах Адама Смита
Дальнейшее развитие экономической мысли в конце XVII—XIX веков шло в русле становления принципов системного подхода. Адам Смит в своем труде «Исследование о природе и причинах богатства народов» говорит, что богатство нации создается не только в сфере сельского хозяйства, но и в других сферах экономической деятельности. Он указывает на три причины, которые нарушают экономическую стабильность. Первая причина — войны, навязанные извне. Вторая — лень нации. Третья — неблагоразумие правителей, которое может сильнее всего нарушить стабильность экономики государства: «Великие нации никогда не беднеют из-за расточительности и неблагоразумия частных лиц, но они нередко беднеют в результате расточительности и неблагоразумия государственной власти». Адам Смит в своем труде уделял внимание выявлению дестабилизирующих факторов, которые являются актуальными и на сегодняшний день.

## Понятие стабильности в трудах Жана-Батиста Сэя
Жан-Батист Сэй в 1829 году смог сформулировать определение стабильности экономики государства, которое он определил как состояние экономики, при котором производство стимулирует сбалансированное потребление, и такое состояние общества, при котором достигаются и соблюдаются принципы экономического либерализма. Такая формулировка определяет основное условие стабильности как равновесие пропорций человеческого общества. Стабильность — это не только равновесие, но и механизм, позволяющий обеспечивать стабильное состояние. Следовательно, равновесие направлено на достижение условий стабильности и является значительным его условием.

## Понятие стабильности в трудах Карла Маркса
Карл Маркс в XIX веке пытался создать теоретическую модель стабильного и устойчивого общества. Он внес вклад в развитие теории стабильности путём исследования сущности экономических кризисов и недостатков капиталистической экономики, отвергнув идею саморегуляции экономической системы. По его мнению, период стабильности сменяется периодом нестабильности, а кризисы являются составной частью экономических циклов. Ключевым моментом этой теории является то, что макроэкономическое равновесие, построенное на особенностях воспроизводственного процесса в условиях свободной конкуренции, сменится неравновесием, а состояние стабильности — нестабильностью.

## Основные свойства стабильности в трудах экономистах-классиков
Несмотря на несовершенство отдельных аспектов теоретических моделей, экономисты-классики смогли создать основы теории стабильности, положив в их основу ряд фундаментальных принципов, которые являются актуальными и по сегодняшний день:
1. Ключевым положением стабильности является равновесие экономических систем. Например, равновесие спроса и предложения.
2. Состояние стабильности, как и равновесия, может сменяться состоянием нестабильности и, соответственно, экономика не может долго находиться в одном из этих положений.
3. Существует несколько дестабилизирующих факторов, которые в различной степени влияют на стабильность экономики.

## Дальнейшее развитие категории «стабильность»
Понять и исследовать сущность экономического равновесия, а также его взаимосвязь с экономической стабильностью позволяют модели макроэкономического равновесия. К ним относятся модель совокупного спроса и совокупного предложения, кейнсианская модель доходов и расходов, монетаристская модель рыночного равновесия.
В первой модели соотношение спроса и предложения определяется уровнем цен и объемом выпуска в экономике. При дестабилизации равновесия под воздействием изменения совокупного спроса экономическая система стремится к короткому равновесию, а в дальнейшем продолжает движение к положению стабильного равновесия через коррекцию цены.

## Стабильность в модели совокупного спроса и совокупного предложения, кейнсианской модели доходов и расходов, монетаристской модели рыночного равновесия
В первой модели соотношение спроса и предложения определяется уровнем цен и объемом выпуска в экономике. При дестабилизации равновесия под воздействием изменения совокупного спроса экономическая система стремится к короткому равновесию, а в дальнейшем продолжает движение к положению стабильного равновесия через коррекцию цены.
Кейнсианская модель доходов и расходов базируется на основе градации фактических инвестиционных потоков на запланированные и незапланированные. Под незапланированными инвестициями подразумевается их преобразование в товарно-материальные запасы.
В экономической системе незапланированные инвестиции позволяют привести фактические сбережения и инвестиции к необходимой пропорции, чтобы установилось макроэкономическое равновесие. Также данная модель исходит из того, что с возрастанием совокупного дохода возрастает импорт, потому что потребители и инвесторы наращивают свои расходы на приобретение как национальных, так и импортных благ. Экспорт не зависит от динамики совокупного дохода. Когда доход равен планируемым расходам, достигается равная пропорциональность планируемых и фактических инвестиций, то есть устанавливается макроэкономическое равновесие .
В монетаристской модели изменение величины денежной массы является основным стабилизатором экономической системы. В данной модели государство должно стимулировать темп роста денежной массы на уровне средних темпов роста реального ВВП, что будет способствовать стабильному уровню цен в экономике. Монетаристы разделяли экономику на два сектора: реальный и денежный. В реальном секторе действуют рыночные регуляторы. Денежный сектор регулируется государством. Деятельность государства должна способствовать развитию благоприятных условий для эффективного функционирования реального сектора. Оптимальный уровень производства должен стимулироваться действием относительных цен, которые являются эффективным средством перераспределения благ. Денежный сектор должен выполнять функцию обеспечения реального сектора экономики необходимым количеством денежной массы.
Таким образом, все эти модели показывают разные механизмы обеспечения и регулирования экономической системы. Первая модель через взаимоотношения продавцов и покупателей, вторая — через сбережение и потребление, третья — через динамику денежной массы. Первая модель ориентирована на краткосрочный период, вторая и третья — на долгосрочный.
Данные модели описывают состояние равновесной системы, постоянно стремящейся к стабильности, но кейнсианская модель наиболее полно учитывает непосредственное влияние инвестиций на стабильность экономической системы. Инвестиционный рынок, являясь составной частью экономики, по нашему мнению, будет иметь те же свойства стабильности, что и вся экономика. Стабильность на инвестиционном рынке выступает как частичное макроэкономическое равновесие. Вместе с тем оно является существенным условием более общего экономического равновесия. Так, в модели IS-LM (инвестиции — сбережения — ликвидность — деньги), предложенной нобелевским лауреатом Дж. Хиксом, равновесие на инвестиционном рынке означает равновесие и товарных рынков, в связи с чем она получила название модели двойного равновесия товарных и денежных рынков. Модель IS-LM отражает существенные связи между инвестиционным и денежным рынками. В основе лежит использование в качестве основных макроэкономических характеристик инвестиционного и денежного рынка общих для них параметров — процентной ставки и объема общественного производства. Равновесие на рынке достигается при равенстве инвестиций и сбережений. Объем инвестиций определяется различными экономическими и неэкономическими факторами. Однако при исследовании экономических зависимостей изучаемая связь выделяется путём функционального объединения только нескольких переменных, а не всей их совокупности, которая рассматривается как неизменная. При изменении переменных система IS—LM придет в движение, смещение кривых приведет к установлению новых условий равновесия. Поэтому с помощью данной модели можно проанализировать влияние некоторых рыночных факторов, а также государственного вмешательства. Вместе с тем следует отметить определенную ограниченность модели. Она не учитывает, в частности, инфляционного давления вследствие значительной денежной экспансии, поскольку построена, исходя из предположения неизменности цен, воздействия внешнего сектора и т. д.
Сбалансированность инвестиционного спроса и предложения может быть достигнута лишь в общих масштабах инвестиционного рынка. Их выравнивание происходит посредством установления равновесных цен. Этот механизм предполагает изменение цен на инвестиционные товары и капитал на основе балансирования спроса и предложения до тех пор, пока не установится динамическое равновесие, то есть не будут достигнуты равновесные цены на инвестиционный капитал, товары и синхронизация решений об их купле и продаже.
Действие механизма равновесных цен отражает специфику инвестиционных товаров. Последняя состоит в способности этих товаров приносить доход. Стремление к получению наибольшего дохода при меньших затратах лежит в основе решений экономических субъектов об инвестировании. При определенной структуре предложения инвесторы окажут предпочтение тем товарам, которые обеспечат наибольшую норму чистой прибыли на вложенный капитал при минимальном риске вложений. Высокая рыночная цена товаров, обусловленная их доходностью, служит импульсом для направления инвестиционного капитала в эти объекты вложения. Перемещение капитала приводит к превышению спроса над предложением, что при прочих равных условиях инициирует эффект повышения цены и увеличения предложения. При увеличении предложения данных инвестиционных товаров рыночный механизм вызовет снижение их цены. Поэтому произойдет перелив капитала в более доходные сферы инвестиционной деятельности. Рассматриваемый процесс завершится установлением динамического равновесия на инвестиционном рынке.
Таким образом, равновесие в условиях конкурентного рынка предполагает, что принятие решений об инвестировании, вытекающее из сравнения ожидаемого уровня ставки ссудного процента и маржинальной эффективности капитала, ведет к оптимальному распределению планируемых инвестиций в соответствии с перспективой роста рентабельности.